# Touring the Angel
Touring the Angel a fost un Concert-Tour susținut de formația Depeche Mode cu scopul de a promova album  Playing the Angel realizat în octombrie 2005. Tour-ul a fost anunțat oficial la Düsseldorf în iunie 2005 și a început la 25 octombrie la New-York. Concertele au fost susținute atât în Europa cât și în America de Nord în două etape.

## Playlist
| Playlist America de Nord, Etapa #1 & Europa, Etapa 1 1. "I Want It All" (Intro) 2. "A Pain That I'm Used To" 3. "John the Revelator" 4. "A Question of Time" 5. "Policy of Truth" 6. "Precious" 7. "Walking in My Shoes" 8. "Suffer Well" 9. Cântece interpretate de Martin Gore - "Damaged People" - "Macro" - "Leave in Silence" 10. Cântece interpretate de Martin Gore - "Home (Cântec Depeche Mode)" 11. "I Want It All" 12. "The Sinner in Me" 13. "I Feel You" 14. "Behind the Wheel" 15. "World in My Eyes" 16. "Personal Jesus" 17. "Enjoy the Silence" - "Somebody" - "A Question of Lust" - "Shake the Disease" - "Leave in Silence" 18. "Just Can't Get Enough" 19. "Everything Counts" 20. "Never Let Me Down Again" 21. "Goodnight Lovers" | Playlist general pentru America de Nord, Etapa #2 & Europa, Etapa #2 1. "I Want It All" (Intro) 2. "A Pain That I'm Used To" 3. "A Question of Time" 4. "Suffer Well" 5. "Precious" 6. "Walking in My Shoes" 7. "Stripped" - "Home" - "Blue Dress" - "Judas" - "It Doesn't Matter Two" 8. "In Your Room" 9. - "Nothing's Impossible" - "The Sinner in Me" 10. "John the Revelator" 11. "I Feel You" 12. "Behind the Wheel" 13. "World in My Eyes" 14. "Personal Jesus" 15. "Enjoy the Silence" 16. Cântece interpretate de Martin Gore - "Shake the Disease" - "Leave in Silence" - "Judas" - "It Doesn't Matter Two" - "Somebody" 17. - "Photographic" - "Just Can't Get Enough" 18. "Never Let Me Down Again" |

## Tour
| America de Nord, Etapa I      |                            |                            |                                |
| 25 octombrie 2005             | New York City              | Statele Unite ale Americii | Bowery Ballroom                |
| 3 noiembrie 2005              | Tampa                      | Statele Unite ale Americii | St. Pete Times Forum           |
| 5 noiembrie 2005              | Duluth, Georgia            | Statele Unite ale Americii | Arena at Gwinnett Center       |
| 7 noiembrie 2005              | Houston                    | Statele Unite ale Americii | Toyota Center                  |
| 8 noiembrie 2005              | Dallas                     | Statele Unite ale Americii | American Airlines Center       |
| 9 noiembrie 2005              | San Antonio                | Statele Unite ale Americii | SBC Center                     |
| 11 noiembrie 2005             | Denver                     | Statele Unite ale Americii | Magness Arena                  |
| 13 noiembrie 2005             | West Valley City, Utah     | Statele Unite ale Americii | The E Center                   |
| 15 noiembrie 2005             | Vancouver                  | Canada                     | General Motors Place           |
| 16 noiembrie 2005             | Seattle                    | Statele Unite ale Americii | KeyArena                       |
| 18 noiembrie 2005             | San Jose, California       | Statele Unite ale Americii | HP Pavilion                    |
| 19 noiembrie 2005             | San Diego, CA              | Statele Unite ale Americii | iPayOne Center                 |
| 21 noiembrie 2005             | Los Angeles                | Statele Unite ale Americii | Staples Center                 |
| 22 noiembrie 2005             | Los Angeles                | Statele Unite ale Americii | Staples Center                 |
| 23 noiembrie 2005             | Anaheim, California        | Statele Unite ale Americii | Arrowhead Pond                 |
| 25 noiembrie 2005             | Glendale, Arizona          | Statele Unite ale Americii | Glendale Arena                 |
| 26 noiembrie 2005             | Las Vegas                  | Statele Unite ale Americii | The Joint                      |
| 29 noiembrie 2005             | Rosemont, Illinois         | Statele Unite ale Americii | Allstate Arena                 |
| 30 noiembrie 2005             | Auburn Hills, MI           | Statele Unite ale Americii | The Palace of Auburn Hills     |
| 1 decembrie 2005              | Toronto                    | Canada                     | Air Canada Centre              |
| 3 decembrie 2005              | Atlantic City, New Jersey  | Statele Unite ale Americii | Borgata Event Center           |
| 4 decembrie 2005              | Montreal                   | Canada                     | Centre Bell                    |
| 7 decembrie 2005              | New York City              | United States              | Madison Square Garden          |
| 8 decembrie 2005              | New York City              | United States              | Madison Square Garden          |
| 9 decembrie 2005              | Fairfax, Virginia          | United States              | Patriot Center                 |
| 11 decembrie 2005             | Universal City, California | United States              | KROQ Almost Acoustic Christmas |
| Europa, Etapa I               |                            |                            |                                |
| 13 ianuarie 2006              | Dresda                     | Germania                   | Messehalle                     |
| 15 ianuarie 2006              | Hamburg                    | Germania                   | Color Line Arena               |
| 16 ianuarie 2006              | Hamburg                    | Germania                   | Color Line Arena               |
| 18 ianuarie 2006              | Berlin                     | Germania                   | Velodrom                       |
| 20 ianuarie 2006              | Düsseldorf                 | Germania                   | LTU Arena                      |
| 21 ianuarie 2006              | Düsseldorf                 | Germania                   | LTU Arena                      |
| 23 ianuarie 2006              | Praga                      | Cehia                      | Sazka Arena                    |
| 24 ianuarie 2006              | Erfurt                     | Germania                   | Messehalle                     |
| 26 ianuarie 2006              | Frankfurt                  | Germania                   | Festhalle                      |
| 29 ianuarie 2006              | Antwerp                    | Belgia                     | Sportpaleis                    |
| 31 ianuarie 2006              | Geneva                     | Elveția                    | SEG Arena                      |
| 1 februarie 2006              | Marsilia                   | Franța                     | Le Dôme                        |
| 3 februarie 2006              | Toulouse                   | Franța                     | Le Zénith                      |
| 4 februarie 2006              | Lyon                       | Franța                     | Halle Tony Garnier             |
| 6 februarie 2006              | Madrid                     | Spania                     | Palacio de Deportes            |
| 7 februarie 2006              | Madrid                     | Spania                     | Palacio de Deportes            |
| 8 februarie 2006              | Lisabona                   | Portugalia                 | Pavilhão Atlântico             |
| 10 februarie 2006             | Barcelona                  | Spania                     | Palau Sant Jordi               |
| 11 februarie 2006             | Barcelona                  | Spania                     | Palau Sant Jordi               |
| 14 februarie 2006             | München                    | Germania                   | Olympiahalle                   |
| 15 februarie 2006             | München                    | Germania                   | Olympiahalle                   |
| 18 februarie 2006             | Viena                      | Austria                    | Wiener Stadthalle              |
| 18 februarie 2006             | Milano                     | Italia                     | Fila Forum                     |
| 19 februarie 2006             | Milano                     | Italia                     | Fila Forum                     |
| 21 februarie 2006             | Paris                      | Franța                     | Palais Omnisports Bercy        |
| 22 februarie 2006             | Paris                      | Franța                     | Palais Omnisports Bercy        |
| 23 februarie 2006             | Paris                      | Franța                     | Palais Omnisports Bercy        |
| 25 februarie 2006             | Copenhaga                  | Danemarca                  | Parken Stadion                 |
| 26 februarie 2006             | Göteborg                   | Suedia                     | Scandinavium                   |
| 28 februarie 2006             | Oslo                       | Norvegia                   | Spektrum                       |
| 1 martie 2006                 | Stockholm                  | Suedia                     | Ericsson Globe                 |
| 3 martie 2006                 | Sankt Petersburg           | Rusia                      | CKK Arena                      |
| 4 martie 2006                 | Moscova                    | Rusia                      | Luzhniki Palace of Sports      |
| 6 martie 2006                 | Helsinki                   | Finlanda                   | Hartwall Areena                |
| 9 martie 2006                 | Stuttgart                  | Germania                   | Hanns-Martin-Schleyer-Halle    |
| 10 martie 2006                | Friedrichshafen            | Germania                   | Messehalle                     |
| 11 martie 2006                | Mannheim                   | Germania                   | SAP Arena                      |
| 13 martie 2006                | Graz                       | Austria                    | Stadthalle                     |
| 14 martie 2006                | Katowice                   | Polonia                    | Spodek                         |
| 16 martie 2006                | Tallinn                    | Estonia                    | Saku Suurhall Arena            |
| 17 martie 2006                | Riga                       | Letonia                    | Arēna Rīga                     |
| 18 martie 2006                | Vilnius                    | Lituania                   | Siemens Arena                  |
| 21 martie 2006                | Budapesta                  | Ungaria                    | Papp László Sportaréna         |
| 22 martie 2006                | Zagreb                     | Croația                    | Dom Sportova                   |
| 24 martie 2006                | Amnéville                  | Franța                     | Le Galaxie                     |
| 25 martie 2006                | Douai                      | Franța                     | Gayant Expo                    |
| 26 martie 2006                | Rotterdam                  | Olanda                     | Ahoy                           |
| 28 martie 2006                | Zürich                     | Elveția                    | Hallenstadion                  |
| 30 martie 2006                | Manchester                 | Regatul Unit               | Evening News Arena             |
| 31 martie 2006                | Birmingham                 | Regatul Unit               | National Exhibition Centre     |
| 2 aprilie 2006                | Londra                     | Regatul Unit               | Wembley Arena                  |
| 3 aprilie 2006                | Londra                     | Regatul Unit               | Wembley Arena                  |
| America de Nord, Etapa a II-a |                            |                            |                                |
| 27 aprilie 2006               | Mountain View, CA          | Statele Unite ale Americii | Shoreline Amphitheatre         |
| 29 aprilie 2006               | Indio, CA                  | Statele Unite ale Americii | Coachella Festival             |
| 30 aprilie 2006               | Las Vegas                  | Statele Unite ale Americii | Theatre Under The Stars        |
| 4 mai 2006                    | Mexico City                | Mexic                      | Foro Sol                       |
| 5 mai 2006                    | Mexico City                | Mexic                      | Foro Sol                       |
| 7 mai 2006                    | Monterrey                  | Mexic                      | Arena Monterrey                |
| 10 mai 2006                   | Kansas City, MO            | Statele Unite ale Americii | Starlight Theatre              |
| 13 mai 2006                   | Wantagh, NY                | Statele Unite ale Americii | Jones Beach Amphitheater       |
| 14 mai 2006                   | Holmdel, NJ                | Statele Unite ale Americii | PNC Bank Arts Center           |
| 17 mai 2006                   | Montreal                   | Canada                     | Centre Bell                    |
| 18 mai 2006                   | Toronto                    | Canada                     | Air Canada Centre              |
| 20 mai 2006                   | Atlantic City              | Statele Unite ale Americii | Borgata Event Center           |
| 21 mai 2006                   | Bristow, VA                | Statele Unite ale Americii | Nissan Pavilion                |
| Europa, Etapa a II-a          |                            |                            |                                |
| 2 iunie 2006                  | Nürnberg                   | Germania                   | Rock im Park Festival          |
| 4 iunie 2006                  | Nürburgring                | Germania                   | Rock am Ring Festival          |
| 5 iunie 2006                  | Bremen                     | Germania                   | Weserstadion                   |
| 7 iunie 2006                  | Aarhus                     | Danemarca                  | NRGi Park                      |
| 9 iunie 2006                  | Varșovia                   | Polonia                    | Stadion Legii                  |
| 11 iunie 2006                 | Bratislava                 | Slovacia                   | Inter Štadión                  |
| 12 iunie 2006                 | Budapesta                  | Ungaria                    | Stadion Ferenc Puskas          |
| 14 iunie 2006                 | Ljubljana                  | Slovenia                   | Stadion Bezigrad               |
| 16 iunie 2006                 | Imola                      | Italia                     | Heineken Jammin' Festival      |
| 17 iunie 2006                 | Interlaken                 | Elveția                    | Greenfield Festival            |
| 21 iunie 2006                 | Sofia                      | Bulgaria                   | Lokomotiv Stadium              |
| 23 iunie 2006                 | București                  | România                    | Stadionul Național             |
| 25 iunie 2006                 | Londra                     | Regatul Unit               | O2 Wireless Festival           |
| 26 iunie 2006                 | Dublin                     | Irlanda                    | Point Theatre                  |
| 28 iunie 2006                 | Berlin                     | Germania                   | Olympiastadion                 |
| 29 iunie 2006                 | Arras                      | Franța                     | Main Square Festival           |
| 1 iulie 2006                  | Belfort                    | Franța                     | Eurockéennes Festival          |
| 2 iulie 2006                  | Werchter                   | Belgia                     | Rock Werchter Festival         |
| 6 iulie 2006                  | Kristiansand               | Norvegia                   | Quart Festival                 |
| 7 iulie 2006                  | Stockholm                  | Suedia                     | Olympiastadion                 |
| 10 iulie 2006                 | Locarno                    | Elveția                    | Moon and Stars Festival        |
| 12 iulie 2006                 | Berlin                     | Germania                   | Waldbühne                      |
| 13 iulie 2006                 | Berlin                     | Germania                   | Waldbühne                      |
| 15 iulie 2006                 | Leipzig                    | Germania                   | Festwiese                      |
| 17 iulie 2006                 | Roma                       | Italia                     | Stadio Olimpico                |
| 19 iulie 2006                 | Nyon                       | Elveția                    | Paléo Festival                 |
| 20 iulie 2006                 | Nîmes                      | Franța                     | Arenes de Nîmes                |
| 22 iulie 2006                 | San Sebastián              | Spania                     | Estadio Anoeta                 |
| 23 iulie 2006                 | Benicàssim                 | Spania                     | Benicàssim Festival            |
| 25 iulie 2006                 | Torrevieja                 | Spania                     | Parque Antonio Soria           |
| 26 iulie 2006                 | Granada                    | Spania                     | Plaza de Toros                 |
| 30 iulie 2006                 | Istanbul                   | Turcia                     | Turkcell Kuruçeșme Arena       |
| 1 august 2006                 | Atena                      | Grecia                     | Terra Vibe Park                |

### Concerte anulate
|                  |                                      |                       |                                                       |  |
| 2 noiembrie 2005 | Sunrise, Statele Unite ale Americii  | BankAtlantic Center   | Anulat din cauza efectelor produse de Uraganul Wilma. |  |
| 2 mai 2006       | El Paso, Statele Unite ale Americii  | Don Haskins Center    | Concert anulat din cauza unor probleme de program.    |  |
| 11 mai 2006      | Rosemont, Statele Unite ale Americii | Allstate Arena        | Concert anulat din cauza îmbolnăvirii lui Dave Gahan. |  |
| 28 iulie 2006    | Lisabona, Portugalia                 | Estádio José Alvalade | Anulat din cauza dificultăților de ordin financiar.   |  |
| 3 august 2006    | Tel Aviv, Israel                     | Hayarkon Park         | Anulat din cauza Războiului din Liban.                |  |